# 肥田囍事
《肥田囍事》（英語：To Grow With Love）是香港電視廣播有限公司拍攝製作的時裝劇集，由胡杏兒、許志安及關禮傑領銜主演，並由李詩韻、胡諾言、姚嘉妮、黃𨥈瑩、黃淑儀、劉江、馬國明及蔣志光聯合演出，監製關永忠。此劇是無綫電視39週年台慶劇。

## 演員表

### 何家
| 演員   | 角色   | 暱稱／關係 |
| 秦 煌  | 何念鄉 | 肥老豆 菲律賓酒店大王 何美田之父 Candy之誼父 楊秀蘭之初戀情人 |
| 胡杏兒 | 何美田 | Tina、肥田 「D-Day」營業部售貨員，後為設計部職員，於第10集辭職 「Victoria」婚禮公司職員（第11-18集） 「肥田囍事」婚禮公司老闆（第19集起） 何念鄉之女 郭寶樂無血緣之表妹兼好友，後反目，最後和好 麥家輝之前未婚妻，後為其好友 曾追求蔣文俊 戴喜之下屬兼冤家，後為其女友，最後為其妻 |
| 黎彼得 | 陳勝得 | 何念鄉助手 |
| 李家鼎 | 阿 鼎  | 何念鄉助手 |
| 夏 萍  | 萍 姐  | 何家家傭 |

### 戴家
| 演員   | 角色   | 暱稱／關係 |
| 王 青  | 戴旺丁 | 大口丁 王艷芬之夫 戴富、戴喜之父 林森之好友 |
| 程可為 | 王艷芬 | 戴旺丁之妻 戴富、戴喜之母 |
| 蔣志光 | 戴 富  | Albert 「D-Day」總經理 戴旺丁、王艷芬之長子 戴喜之兄 劉嘉敏之夫                                                                                     |
| 黃𨥈瑩 | 劉嘉敏 | Carman 「D-Day」設計部職員 何美田之好友 戴富之妻 |
| 許志安 | 戴 喜  | Daniel、大四喜 「D-Day」老闆 戴旺丁、王艷芬之幼子 戴富之弟 宋曼頤之上司兼男友，後分手 何美田之上司兼冤家，後為男友，最後為其夫 與麥家輝不和，後和好 |

### 蔣家
| 演員   | 角色   | 暱稱／關係                                                     |
| 梁舜燕 | Lily   | 蔣一鳴、蔣文俊之祖母                                           |
| 關禮傑 | 蔣一鳴 | Terry 蔣文俊之兄 「D-Day」老闆 與戴喜先友後敵 與宋曼頤互生情愫 |
| 高鈞賢 | 蔣文俊 | Matthew 蔣一鳴之弟 郭寶樂、林冠希之好友 喜歡何美田，後為好友   |

### 林森記茶餐廳
| 演員   | 角色   | 暱稱／關係                                                                         |
| 劉 江  | 林 森  | 森記 老闆 林冠希之父 戴旺丁之好友 楊秀蘭之仰慕者                                   |
| 胡諾言 | 林冠希 | 肥仔希 林森之子 太子爺兼伙計 郭寶樂之好友，後與其互生情愫，最後為其夫 蔣文俊之好友 |
| 古明華 | 強 哥  | 伙計                                                                               |
| 蕭徽勇 | 明 仔  | 伙計                                                                               |

### 麥家
| 演員   | 角色   | 暱稱／關係                                                 |
| 郭德信 | 輝 父  | 麥家輝之父                                                 |
| 馮素波 | 輝 母  | 麥家輝之母                                                 |
| 馬國明 | 麥家輝 | 菲律賓富家子 何美田之前未婚夫，後為其好友 郭寶樂之前未婚夫 |

### D-Day
| 演員   | 角色   | 暱稱／關係                                                     |
| 關禮傑 | 蔣一鳴 | Terry 老闆 參見蔣家                                            |
| 許志安 | 戴 喜  | Daniel、大四喜 老闆 參見戴家                                   |
| 蔣志光 | 戴 富  | Albert 總經理 參見戴家                                         |
| 姚嘉妮 | 宋曼頤 | Rachel 營運經理 戴喜之助手兼女友，後分手 後與蔣一鳴互生情愫    |
| 黃紀瑩 | 劉嘉敏 | Carman 設計部職員 參見戴家                                     |
| 胡杏兒 | 何美田 | Tina、肥田 營業部售貨員，後為設計部職員，於第10集辭職 參見何家 |
| 簡慕華 | Ida    | 設計部職員                                                     |
| 林泳東 |        | 設計部職員                                                     |
| 周家怡 | Eunice | U姐 營業部售貨員                                               |
| 鍾禧文 | Erica  | 營業部售貨員                                                   |
| 張貝蒨 | Polly  | 營業部售貨員                                                   |

### 其他演員
| 演員   | 角色    | 暱稱／關係 |
| 李詩韻 | 郭寶樂  | Maggie 「Victoria」婚禮公司職員 何美田無血緣之表姐兼好友，後反目，最後和好 麥家輝前未婚妻 林冠希之好友，最後為其妻 |
| 黃淑儀 | 楊秀蘭  | Nancy、靚姐 花店老闆娘 何美田之契媽 郭寶樂之房東 何念鄉之初戀情人 林森之仰慕對象                                   |
| 袁彌明 | Candy   | 何念鄉、楊秀蘭之乾女兒 林冠希之好友                                                                                |
| 魯振順 | 朱經理  | 「Victoria」婚禮公司經理 何美田、郭寶樂之上司 針對何美田                                                           |
| 朱婉儀 | Pauline | 「Victoria」婚禮公司職員                                                                                           |
| 鄭世豪 | 醫 生   | |
| 楊瑞麟 |         | 郭寶樂之養父母 已離異                                                                                              |
| 黃梓瑋 |         | 郭寶樂之養父母 已離異                                                                                              |
| 郭卓樺 | 企業家  | 飛機乘客 |
| 馬小靈 | 瘦 女   | |

## 獎項
- 萬千星輝頒獎典禮2006：飛躍進步男藝員：馬國明
- 2007年壹電視大獎：十大電視節目－第7位：肥田囍事
- 2007年壹電視大獎：十大電視藝人－第3位：胡杏兒
- 2007年壹電視大獎：其他獎項－奇華餅家 演技躍進大獎：胡杏兒
- 2007年亞洲電視大獎：最佳喜劇演員－胡杏兒(另一得獎者是Teng Thurstheng)

## 軼事
- 此劇女主角「何美田」曾邀請宣萱演出，唯因其不願犧牲身體健康為角色增肥而辭演。
- 此劇是許志安與胡杏兒首度合作的電視劇。
- 此劇主題曲《醜得漂亮》是胡杏兒第5首無綫電視的劇集歌曲。
- 此劇插曲《豬小姐》是胡杏兒第6首無綫電視的劇集歌曲。
- 此劇播出13年後，主角之一的許志安竟然在現實世界與馬國明當時女友發生「婚外情」（兩位女主角同為港姐三甲人選），最後一集講述馬國明闖進教堂企圖阻止胡杏兒嫁給許志安，罵他「對愛情拖拖拉拉，不能一心一意」，現在回頭看來非常諷刺。

## 劇集歌曲信息
| 歌曲名稱     | 作曲   | 編曲           | 填詞   | 監製           | 主唱                             | 性質   |
| 《醜得漂亮》 | 陸偉峰 | 伍仲衡         | 林若寧 | 伍仲衡         | 許志安（戴喜）、胡杏兒（何美田） | 主題曲 |
| 《豬小姐》   | 藍奕邦 | 藍奕邦、李漢金 | 林若寧 | 藍奕邦、李漢金 | 胡杏兒（何美田）                 | 插曲   |
| 《豬先生》   | 藍奕邦 | 伍仲衡         | 林若寧 | 藍奕邦         | 許志安（戴喜）                   | 插曲   |

## 外部參考
- TVB周刊第487期（2006年10月17日出版）